# Wilne (obwód winnicki)
Wilne (ukr. Вільне) – wieś na Ukrainie, w obwodzie winnickim, w rejonie mohylowskim.

## Źródła
- Rada Najwyższa Ukrainy